# IBM 650

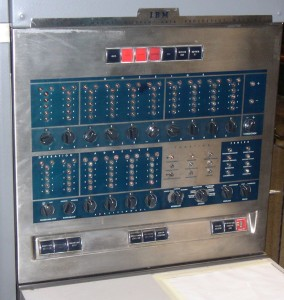
Panneau frontal de l'IBM 650

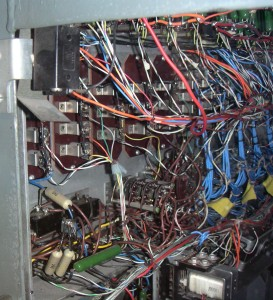
Panneau frontal, vue interne

L'IBM 650 est le deuxième ordinateur commercialisé par la société IBM (le premier ayant été le 701, scientifique ; le 650 était destiné aux opérations commerciales), le premier au monde à avoir été fabriqué en série, et le premier rentable pour IBM. Il a été annoncé en 1953, et plus de 2 000 unités ont été produites entre la première livraison en 1954 et l'arrêt de la production en 1962. La maintenance de l'ordinateur et de ses composants a été assurée jusqu'en 1969. Le dernier IBM 650 connu a fait l'objet d'un enterrement symbolique en 2007.
L'IBM 650 est un ordinateur à logique décimale (plutôt que binaire) et de première génération, c'est-à-dire fonctionnant au moyen de tubes à vide.

## Conception
Le principe du 650 consistait à utiliser une mémoire à tambour magnétique rotatif où étaient stockées aussi bien les données que les instructions. Le prototype initial (Endicott, 1950) possédait un tambour de 25 cm tournant à 4 280 tours par minute. Le modèle commercialisé fut muni d'un tambour de 10 cm de diamètre, 40 cm de haut et tournant à 12 500 tours par minute.

## Caractéristiques techniques

### Matériel
Ordinateur de la première génération, donc à tubes, le 650 possède un tambour de 2000 mots pour stocker ses instructions et ses données et 60 mots de mémoire à ferrite pour servir de tampon de communication avec ses périphériques plus lents. Les mots contiennent 10 chiffres décimaux.

### Architecture
Le 650 possédait des instructions à deux adresses : la première, comme aujourd'hui, était l'adresse de l'opérande. La seconde était celle de la prochaine instruction à exécuter. En effet, les instructions s'exécutaient bien moins vite que la rotation du tambour n'en mettait pour passer d'un mot mémoire au suivant. Plusieurs mots mémoire consécutifs défilaient sous la station de lecture pendant l'exécution d'une instruction, ce qui fait que le mot qui contenait l'instruction à exécuter ensuite à la fin de l'exécution de l'instruction en cours ne pouvait en général pas être sous la station de lecture au moment opportun. il était avantageux au moyen du PASO (Programme d'Assemblage Symbolique Optimisé - en anglais SOAP) de placer l'instruction suivante là où serait le peigne de lecture du tambour en fin d'opération.
Un effet inattendu de cette architecture était que l'on pouvait battre, si on le désirait, les cartes perforées d'un programme de 650 : dès lors que la première carte restait à sa place, l'exécution serait correcte.

### Performances
- Addition : 1,63 ms
- Multiplication : 12,96 ms
- Division : 16,90 ms

### Logiciel
- PASO en 1955
- Préprocesseur FORTRAN en 1957 (transformait le FORTRAN en PASO)

## Anecdotes
Donald Knuth a dédié sa série de livres The Art of Computer Programming au 650 de son université sur lequel il avait passé « autant de soirées enthousiasmantes ».